# 明徳記
『明徳記』（めいとくき）は、明徳の乱を描いた室町軍記の代表作である。筆者不詳。全3巻。

## 概説
筆者は不詳であるが、山名氏に対する非難が随所に見られる一方で、足利義満に対する讃辞が散見される事から義満側近の者と考えられている。いわゆる追討記でありこの事が文学としての価値を減じている。しかし一方で単なる追討記の枠を超えて、敗者や死者に関する哀話や後日談をとりあげ、様々な人間模様を活写して戦いの空しさを説いており、この事が本作品の魅力であり、今まで読み継がれて来た理由であるとする識者もいる。
構成は、「上巻」は、乱の原因から小林上野守及び山名高義の戦死まで、「中巻」には、山名氏清の討ち死による合戦の終結までが、「下巻」には、合戦あとの様々な逸話が記されている。

## 原典と参考書
『群書類従』（続群書類従完成会）第20輯に収められている。
岩波文庫にも収録されている（1941年、ISBN 978-4-00-301381-6）。
参考書としては、古典遺産の会編『室町軍記総覧』（明治書院、1985年、ISBN 978-4625410703）がある。

## その他
- 明徳記では山名氏の総大将を山名氏清としているが、今日の歴史研究では乱の首謀者は山名氏の家督争いに名乗りを上げていた山名満幸（氏清の甥）とされ、氏清は彼に従う形で参戦したと考えられている。しかし、氏清の戦死後、満幸とその残党が逃亡と蜂起を繰り返す中で『明徳記』の初稿本が作成されて氏清を首謀者と位置づける形でまとめられ、乱から4年後の応永2年（1395年）に満幸が捕縛・処刑されて抵抗が完全に終わった時点で改稿が行われたと考えられている[2]。
- 人々が地上で戦いを繰り広げている時、天上で神々も同じように戦っているとする「神軍・神戦思想」は鎌倉後期（蒙古襲来時）に最も明瞭な形で現れたが、その1世紀後である『明徳記』においても同様の思想が確認できる[3]。内容としては、八幡神が諏訪や住吉に命じ、都に神々が集まったため、神が留守になった社では祭礼も神饌も必要無いという夢を見た語り[3]。

## 注
1. ↑  石井良助・角田文衛他
2. ↑  伊藤大貴「明徳の乱と山名氏」『室町期山名氏の研究』吉川弘文館、2025年、47-49頁。ISBN 978-4-642-02996-4。
3. 1 2  桜井英治『日本の歴史12 室町人の精神』（講談社、 2001年） p.44